# Callopora jamesi
Callopora jamesi is een mosdiertjessoort uit de familie van de Calloporidae. De wetenschappelijke naam van de soort is voor het eerst geldig gepubliceerd in 1944 door O'Donoghue & de Watteville.